# Mia Swanegan
Mia Taylor Swanegan (Blue Springs, 18 gennaio 1996) è una pallavolista statunitense, centrale dell'Istres.

## Biografia
Figlia di Tim e Lynette Swanegan, nasce a Blue Springs, in Missouri. Ha sorella maggiore, Payton, una sorella gemella, Zori, e un fratello minore, Ethan. Nel 2010 si diploma alla Blue Springs South High School e in seguito studia comunicazione strategica prima alla Texas Christian University e poi alla West Virginia University. 

## Carriera

### Club
La carriera di Mia Swanegan inizia nei tornei scolastici del Missouri, giocando con la Blue Springs South HS. Gioca anche a livello universitario nella NCAA Division I nel 2014, difendendo i colori della Texas Christian, prima di trasferirsi alla West Virginia, dove gioca dal 2015 al 2017: durante il suo senior year raggiunge le semifinali del National Invitational Volleyball Championship.
Nella stagione 2018-19 firma il suo primo contratto professionistico col Kuusamon, nella Lentopallon Mestaruusliiga finlandese. Dopo qualche mese di inattività, torna il campo nel gennaio 2020, per la seconda parte dell'annata con l'Istres, nel campionato cadetto francese, conquistando la promozione in Ligue A, che disputa nella stagione seguente. 

## Palmarès

### Premi individuali
- 2017 - National Invitational Volleyball Championship: All-Tournament Team